# 平島達司
平島 達司（ひらしま たつし、1914年 - 1986年）は神戸松蔭女子学院大学名誉教授、音楽理論家、鍵盤奏者。ラモー音律を発表したことで知られる。クラシック音楽の調律法において古典調律を奨め、自らオルガンの調律選定者となり、その有意義性を説いた。同大学の前身・松蔭女子専門学校初代校長・浅野勇の娘婿。

## 略歴
1914年生

1934年東京大学理学部卒（化学専攻）

1960年から神戸松蔭女子学院大学教授、同短期大学教授

相愛大学音楽学部講師

音楽学会関西支部監事

日本オルガン研究会運営・編集委員などを歴任

1983年神戸松蔭女子学院大学チャペルのオルガンの調律法を選定

1986年没
　　　

## 著書
- 『オルガンの歴史とその原理』歴史的オルガン再現のための資料 神戸松蔭女子学院大学学術研究会
- 『ゼロ・ビートの再発見』「平均律」への疑問と「古典音律」をめぐって ショパン ISBN 4-88364-1783
- 『ゼロ・ビートの再発見』技法篇 「古典音律」の解釈と実践のテクニック　ショパン ISBN 4-88364-1805

他多数